# Josef Bremm
Pour les articles homonymes, voir Bremm (homonymie).
Josef Bremm né le 3 mai 1914 à Mannebach - mort le 21 octobre 1988 à Monreal, est un militaire allemand. Oberstleutnant au sein de la Heer dans la Wehrmacht pendant la Seconde Guerre mondiale, il a été décoré de la croix de chevalier de la croix de fer avec feuilles de chêne et glaives.

## Carrière
Né le 3 mai 1914, il s'engage dans l'armée allemande en 1935. Il est leutnant de réserve en 1938. Il participe à la campagne de Pologne (1939) en tant que chef de section au Infanterie-Regiment.453. Il participe à la bataille de France (1940) comme officier-adjudant du 3e bataillon de l'Infanterie-Regiment.453, avec lequel il gagne les croix de fer de 2e et 1re classe.

### Front de l'est
Il commence la guerre contre l'Union soviétique, comme oberleutnant et commandant de la 5e compagnie au Infanterie-Regiment.426. Il se distingue plus particulièrement lors des combats de la poche de Demiansk lors de l'hiver 1941-1942, actions pour lesquelles il reçoit la croix de chevalier de la croix de fer.
Presque un an plus tard, en novembre 1942, il est le 165e soldat allemand à recevoir les feuilles de chêne à sa croix de chevalier, pour avoir repoussé un bataillon  soviétique à la tête d'une compagnie en sous-effectif.
De février 1943 à mars 1944, il est envoyé à l'arrière-front, comme instructeur dans une école d'infanterie. C'est sur sa propre demande qu'il retourne en première ligne et participe à la bataille de Normandie à l'été 1944, comme officier à la 712e division d'infanterie, avant de prendre le commandement du 990e régiment de grenadiers. Il reçoit les glaives à sa croix de chevalier le 9 mars 1945, en tant que 159e et dernier récipiendaire de la guerre.

## Décorations et promotions

### Promotions
- 1938: Leutnant
- Octobre 1941: Oberleutnant;
- Septembre 1942: Hauptmann;
- Mars 1943: Major;
- Novembre 1944: Oberstleutnant.

### Décorations
- 1940: croix de fer de 2e classe
- 1940: croix de fer de 1re classe
- 1942: croix de chevalier de la croix de fer
- 1942: croix de chevalier de la croix de fer avec feuilles de chêne
- 1945: croix de chevalier de la croix de fer avec feuilles de chêne et glaives
- 1943: Insigne des blessés en or (pour plus de 5 blessures)
- 1943: barrette des combats au corps à corps en bronze